# Campionato internazionale di scherma 1930
L'ottavo campionato internazionale di scherma si è svolto nel 1930 a Liegi, in Belgio.
Sono stati assegnati 1 titolo femminile e 6 titoli maschili:
- femminile
  - fioretto individuale
- maschile
  - fioretto individuale
  - fioretto a squadre
  - sciabola individuale
  - sciabola a squadre
  - spada individuale
  - spada a squadre

## Risultati

### Uomini
| Evento                          | Oro | Argento | Bronzo |
| Spada                           | | | |
| Spada individuale (dettagli)    | Philippe Cattiau                                                                                         | Alfredo Pezzana                                                                                             | André Rossignol                                                                                            |
| Spada a squadre (dettagli)      | Belgio Émile Barbier Xavier de Beukelaer Charles Debeur Charles Delporte Willy Osterrieth Léon Tom       | Italia Carlo Agostoni Giancarlo Cornaggia-Medici Renzo Minoli Saverio Ragno Franco Riccardi Alfredo Pezzana | Francia André Baur Philippe Cattiau André Labatut Jean Lacroix André Rossignol Bernard Schmetz             |
| Fioretto                        | | | |
| Fioretto individuale (dettagli) | Giulio Gaudini                                                                                           | Gustavo Marzi                                                                                               | Gioacchino Guaragna                                                                                        |
| Fioretto a squadre (dettagli)   | Italia Giulio Gaudini Gioacchino Guaragna Gustavo Marzi Ugo Pignotti Saverio Ragno Rodolfo Terlizzi      | Francia René Bougnol Philippe Cattiau Jacques Coutrot Édouard Gardère René Lemoine                          | Belgio Raymond Bru Georges de Bourguignon Max Janlet Pierre Pêcher Robert T'Sas Édouard Yves               |
| Sciabola                        | | | |
| Sciabola individuale (dettagli) | György Piller-Jekelfalssy                                                                                | Attila Petschauer                                                                                           | György Doros                                                                                               |
| Sciabola a squadre (dettagli)   | Ungheria János Garay Gyula Glykais Sándor Gombos Attila Petschauer György Piller-Jekelfalssy József Rády | Italia Renato Anselmi Arturo De Vecchi Giulio Gaudini Gustavo Marzi Alfredo Pezzana Emilio Salafia          | Polonia Kazimierz Laskowski Leszek Nycz Adam Papée Władysław Segda Kazimierz Szempliński Tadeusz Friedrich |

### Donne
| Evento                          | Oro          | Argento           | Bronzo            |
| Fioretto                        |              |                   |                   |
| Fioretto individuale (dettagli) | Jenny Addams | Germana Schwaiger | Mary Ann Venables |

## Medagliere
| Posizione | Nazione     |   |   |   | Totale |
| --------- | ----------- | - | - | - | ------ |
| 1         | Italia      | 2 | 5 | 1 | 8      |
| 2         | Ungheria    | 2 | 1 | 1 | 4      |
| 3         | Belgio      | 2 | 0 | 1 | 3      |
| 4         | Francia     | 1 | 1 | 2 | 4      |
| 5         | Regno Unito | 0 | 0 | 1 | 1      |
| 5         | Polonia     | 0 | 0 | 1 | 1      |
| Totale    | Totale      | 7 | 7 | 7 | 21     |